# Mar de Savu

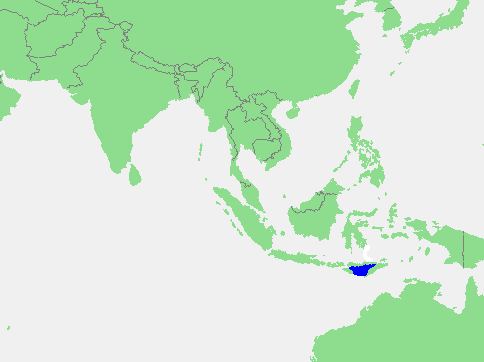
Mar de Savu

La mar de Savu és una petita mar a l'extrem sud-oriental dels arxipèlags d'Indonèsia. Limita al sud amb l'illa de Savu, amb l'illa de Flores (Indonèsia) i l'arxipèlag d'Alor a l'oest, l'illa de Sumba al nord-oest, la mar de Flores al nord, la mar de Banda al nord-est i amb les illes de Rote i Timor, a l'est. La seva zona sud-oest es troba oberta a l'oceà Índic. Té una superfície aproximada de 35.000 km². Els sediments del fons contenen material volcànic.